# Fabbrica Curone
Fabbrica Curone (piemontiul: Frògna, helyi nyelvjárásban: Fràuga) település Olaszországban, Piemont régióban, Alessandria megyében. Lakosainak száma 570 fő (2023. január 1.). Fabbrica Curone Albera Ligure, Cabella Ligure, Gremiasco, Montacuto, Santa Margherita di Staffora, Varzi és Zerba községekkel határos.

## Népesség
A település lakossága az elmúlt években az alábbi módon változott:
| Lakosok száma | 644  | 631  | 570  |
|               | 2017 | 2018 | 2023 |